# Android 15
Android 15 ist die fünfzehnte Hauptversion von Android, dem mobilen Betriebssystem, das von der Open Handset Alliance unter der Leitung von Google entwickelt wird. Die erste Developer-Preview wurde am 16. Februar 2024 veröffentlicht und die finale Version am 15. Oktober 2024.

## Geschichte

Android 15 Developer-Preview Logo

Android 15 wurde in einem Android-Blog am 16. Februar 2024 angekündigt. Eine Developer-Preview wurde sofort veröffentlicht, sowie eine Roadmap mit den Daten von Updates. Am 21. März 2024 folgte die zweite Developer-Preview mit weiteren Neuerungen.
Am 11. April 2024 erschien die erste Beta-Version von Android 15. Am 22. April erschien ein Hotfix auf Beta 1.1. Beta 1.2 wurde am 25. April veröffentlicht. Einen Tag nach Beginn der Google I/O, wurde am 15. Mai Beta 2 mit einer Reihe neuer Funktionen veröffentlicht. Fünf Tage später erschien Beta 2.1 mit kleineren Bugfixes. Am 3. Juni wurde ein erneuter Hotfix auf Beta 2.2 veröffentlicht.
Die Plattformstabilität wurde am 18. Juni mit Beta 3 erreicht. Am 1. Juli wurde ein kleinerer Patch auf Version 3.1 veröffentlicht.
Am 18. Juli veröffentlichte Google Beta 4, die letzte planmäßige Beta, ohne nennenswerte Veränderungen. Beta 4.1 erschien am 29. Juli. Am 13. August wurde Beta 4.2 veröffentlicht.
Android 15 ist für alle hauseigenen Google-Pixel-Geräte ab dem Pixel 6 und höher verfügbar.

## Neue Funktionen (Auswahl)
Android 15 folgt dem Weg von Android 14 und erhält eine Reihe neuer Updates, welche die Performance, Akkulaufzeit und Effizienz verbessern. So soll das System nun besser die Frequenzen der CPU und GPU auf einander abstimmen können, je nach Intensität der Aufgabe.
Außerdem bietet es nun die Möglichkeit, neben der bereits länger bestehenden Funktion den gesamten Bildschirm aufzunehmen, eine App alleinstehend aufzunehmen, sodass u. a. Benachrichtigungen nicht mehr zu sehen sind.
Die neue Anwendung „Private Space“ wurde eingeführt. Sie kann Apps und Daten getrennt vom restlichen System ausführen und speichern (entspricht Samsung Secure Folder). Eine weitere Sicherheitsfunktion ist die neue Diebstahl-Displaysperre, welche erkennt, wenn das entsperrte Smartphone aus der Hand geklaut wird und sich dann selber sperrt.
Mit Android 15 wird nun die Satellitenkonnektivität systemweit eingeführt, wodurch Notrufe auch ohne Internetverbindung möglich sein sollen.
Ebenfalls wird Audio Sharing eingeführt. Mit diesem Feature ist es möglich, über ein Smartphone mehrere Bluetooth-Geräte (Kopfhörer, Lautsprecher etc.) zu verbinden und über alle Geräte das gleiche Audio wiederzugeben.

## Trivia
Intern wird Android 15 Vanilla Ice Cream genannt. Seit Android 10 hat Google jedoch den Süßigkeiten-Namen nicht mehr öffentlich kommuniziert; der vollständige Name wird nur noch intern genutzt. In sonstigen Zusammenhängen wird nur der Anfangsbuchstabe verwendet, in diesem Fall also V.